# 남강학원
학교법인 남강학원(學校法人 南崗學園)은 서울특별시 관악구에 위치한 남강중학교와 남강고등학교를 운영하는 학교법인이다. 1971년 9월 은희을에 의해 설립되었다.

## 연혁
- 1970년 6월 11일 : 학교법인 남강학원 설립 인가
- 1971년 9월 6일 : 제1대 은희을 이사장 취임
- 1972년 6월 13일 : 제2대 은병기 이사장 취임
- 1971년 3월 3일 : 남강중학교 개교
- 1973년 3월 2일 : 남강고등학교 개교
- 1975년 10월 17일 : 남강기념관 개관(1,681m2, 540석)
- 2008년 2월 11일 :  제3대 은석형 이사장 취임

## 계열 학교
- 남강중학교
- 남강고등학교

## 역대 이사장
- 제1대 : 은희을 이사장
- 제2대 : 은병기 이사장
- 제3대 : 은석형 이사장